# Аомори
Аомори (јап. 青森市) град је у Јапану у префектури Аомори. Према попису становништва из 2005. у граду је живело 311.492 становника.

## Становништво
Према подацима са пописа, у граду је 2005. године живело 311.492 становника.
| 1995.   | 2000.   | 2005.   |
| ------- | ------- | ------- |
| 314.917 | 318.732 | 311.492 |